# GP Slovenian Istria 2023
Il GP Slovenian Istria 2023, nona edizione della corsa, valido come evento dell'UCI Europe Tour 2023 categoria 1.2, si svolse il 19 marzo 2023 su un percorso di 156,5 km, con partenza e arrivo a Isola, in Slovenia. La vittoria fu appannaggio del polacco Bartłomiej Proć, il quale completò il percorso in 3h54'47", alla media di 39,994 km/h, davanti all'italiano Alberto Bruttomesso e allo sloveno Anže Skok.
Sul traguardo di Isola 81 ciclisti, sui 148 partenti, portarono a termine la competizione.

## Squadre partecipanti
| N.      | Cod. | Squadra                        |
| ------- | ---- | ------------------------------ |
| 1-6     | GBF  | G. Project-BardianiCSF-Faizané |
| 11-16   | MSP  | HRE Mazowsze Serce Polski      |
| 21-26   | CTF  | Cycling Team Friuli            |
| 31-36   | CGC  | China Glory Continental CT     |
| 41-45   | PBS  | Maloja Pushbikers              |
| 51-56   | ATT  | ATT Investments                |
| 61-66   | VOS  | Voster ATS Team                |
| 71-76   |      | Solme-Olmo                     |
| 81-85   | HAC  | Hrinkow Advarics               |
| 92-96   | XSU  | XSpeed United Continental      |
| 101-106 | LGS  | Ljubljana Gusto Santic         |
| 111-116 | TIR  | Tirol KTM Cycling Team         |
| 121-126 | EKA  | Elkov-Kasper                   |

| N.      | Cod. | Squadra                         |
| ------- | ---- | ------------------------------- |
| 131-135 |      | ARBÖ headstart ON-Fahrrad       |
| 141-146 | CTK  | Cycling Team Kranj              |
| 151-156 |      | Green Riders                    |
| 161-166 |      | Ribno Alpine Resort Bled        |
| 171-176 | RBB  | RRK Group-Pierre Baguette-Benz. |
| 181-186 | SKC  | TUFO-Pardus Prostějov           |
| 191-196 |      | Lotus Team                      |
| 201-206 | ADR  | Adria Mobil                     |
| 211-216 | BUL  | Bulgaria                        |
| 221-226 |      | Pedale Scaligero                |
| 231-236 |      | mebloJOGI Pro-concrete          |
| 241-246 | SWT  | Santic-Wibatech                 |
| 251-256 | ADQ  | Astana Qazaqstan DT             |

## Ordine d'arrivo (Top 10)
| Pos. | Corridore           | Squadra     | Tempo    |
| ---- | ------------------- | ----------- | -------- |
| 1    | Bartłomiej Proć     | Santic      | 3h54'47" |
| 2    | Alberto Bruttomesso | CT Friuli   | s.t.     |
| 3    | Anže Skok           | Ljubljana   | s.t.     |
| 4    | Savelij Laptev      | Astana DT   | s.t.     |
| 5    | Tilen Finkšt        | Adria Mobil | s.t.     |
| 6    | Daniel Skerl        | CT Friuli   | s.t.     |
| 7    | Julien Trarieux     | China Glory | s.t.     |
| 8    | Viktor Potočki      | Ljubljana   | s.t.     |
| 9    | Linus Rosner        | Tirol KTM   | s.t.     |
| 10   | Matias Malmberg     | Maloja      | s.t.     |